# Takuji Hayata
Takuji Hayata (em japonês: 早田 卓次; Wakayama, 10 de outubro de 1940) é um ginasta japonês, vencedor de duas medalhas de ouro em Jogos Olímpicos.

## Carreira
Hayata competiu nos Jogos Olímpicos de 1964, em Tóquio, e conquistou duas medalhas para seu país. Com a equipe japonesa foi ouro, mesmo resultado obtido individualmente nas argolas.
No Campeonato Mundial de Ginástica Artística de 1970, foi campeão com a equipe japonesa, sua única medalha de ouro em mundiais.
Takuji Hayata entrou para o International Gymnastics Hall of Fame em 2004.